# Station (elkraft)

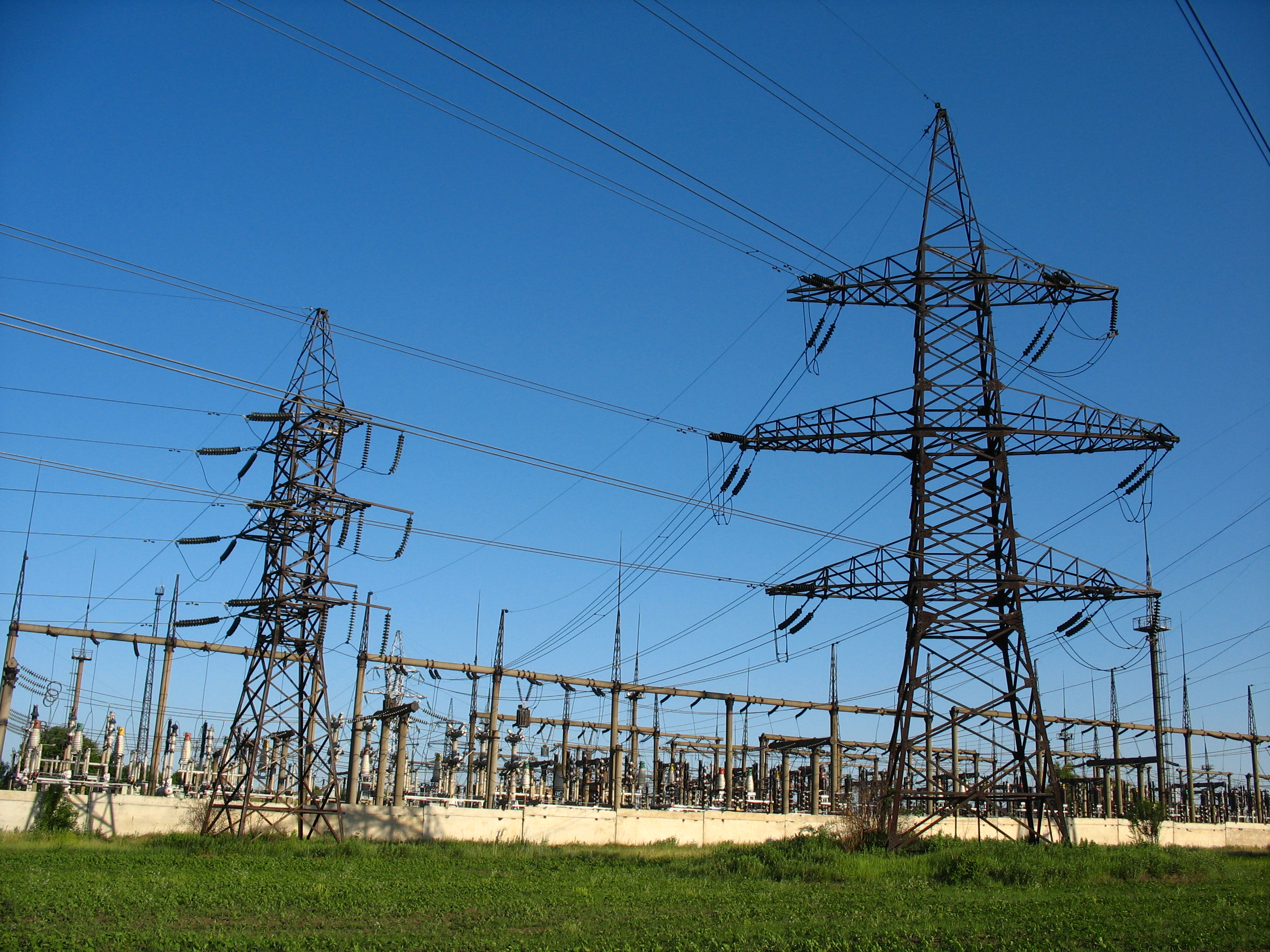
Stamstation, alltså en station i stamnätet.

En station är en anläggning inom elkraft som producerar eller omvandlar elektrisk effekt. I elkraftnäten är stationerna noderna och de förbinds av ledningar och kablar.

## Funktioner

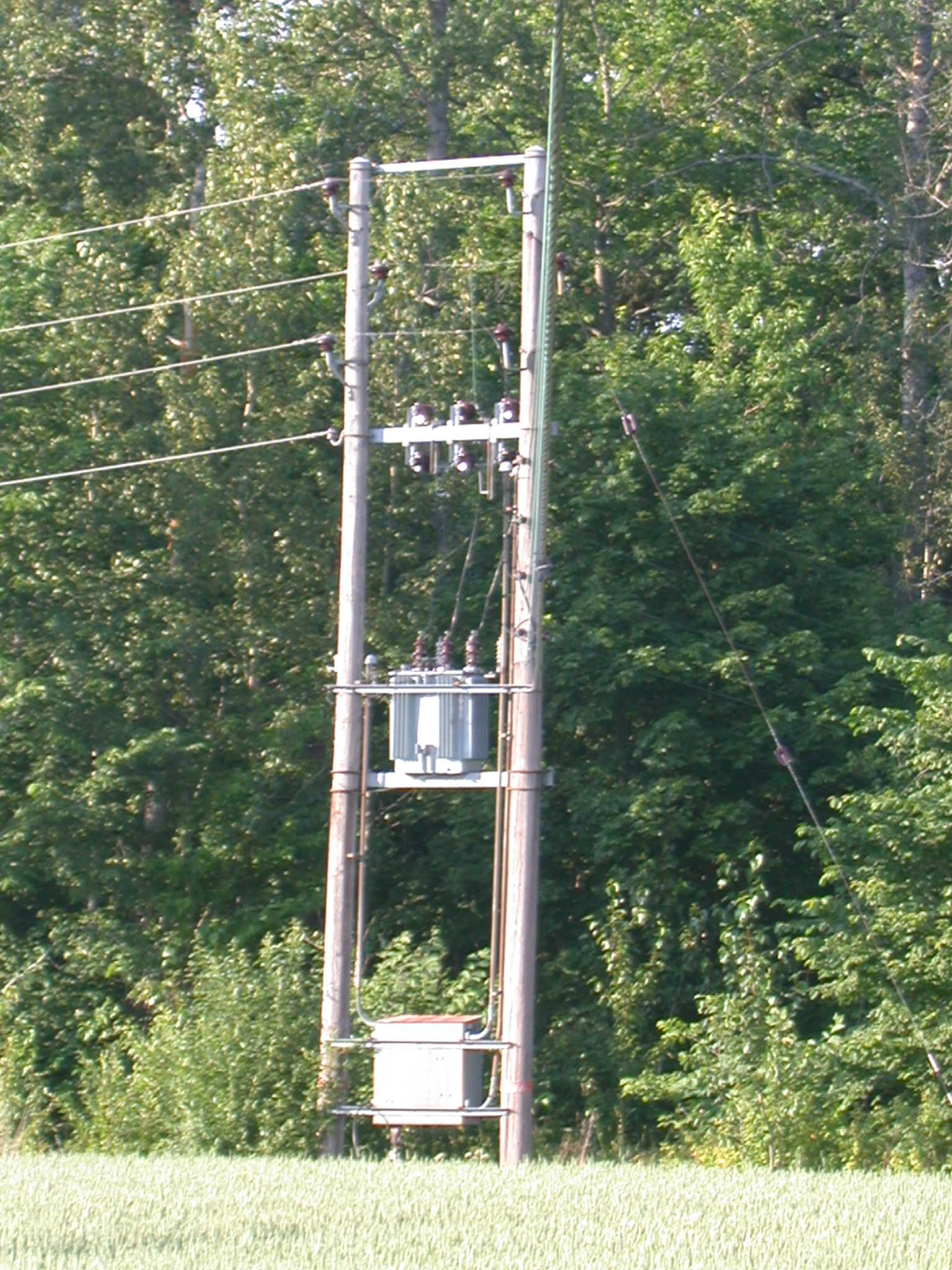
En stolpstation, som transformerar spänningen till 230 V till konsumenterna.

Stationerna utför en eller flera av följande funktioner:
- Vid behov transformera om spänningen.
- Omvandla från likspänning till växelspänning eller tvärtom.
- Övervaka att spänningar och strömmar hålls inom specificerade nivåer, både vid överbelastningar och till exempel åsknedslag. Motsvarar en säkringspropp.
- Motverka reaktiv belastning vid långa överföringar med seriekopplade kondensatorer och reaktorer.
- Bryta eller sluta en in- eller utgående ledning inom bråkdelar av en sekund. Motsvarar en strömbrytare, men för mycket stora spänningar och strömmar.
- Frånskilja en ledning eller utrustning för att med dubbel säkerhet kunna göra underhåll. Motsvarar att "dra ur sladden".
- Jorda och kortsluta en frånskild ledning eller utrustning för att ytterligare öka säkerheten vid underhåll.
- Jorda linjer vid åsknedslag med överspänningsskydd (ventilavledare).
- Övergå från luftledning till markkabel.

## Uppbyggnad

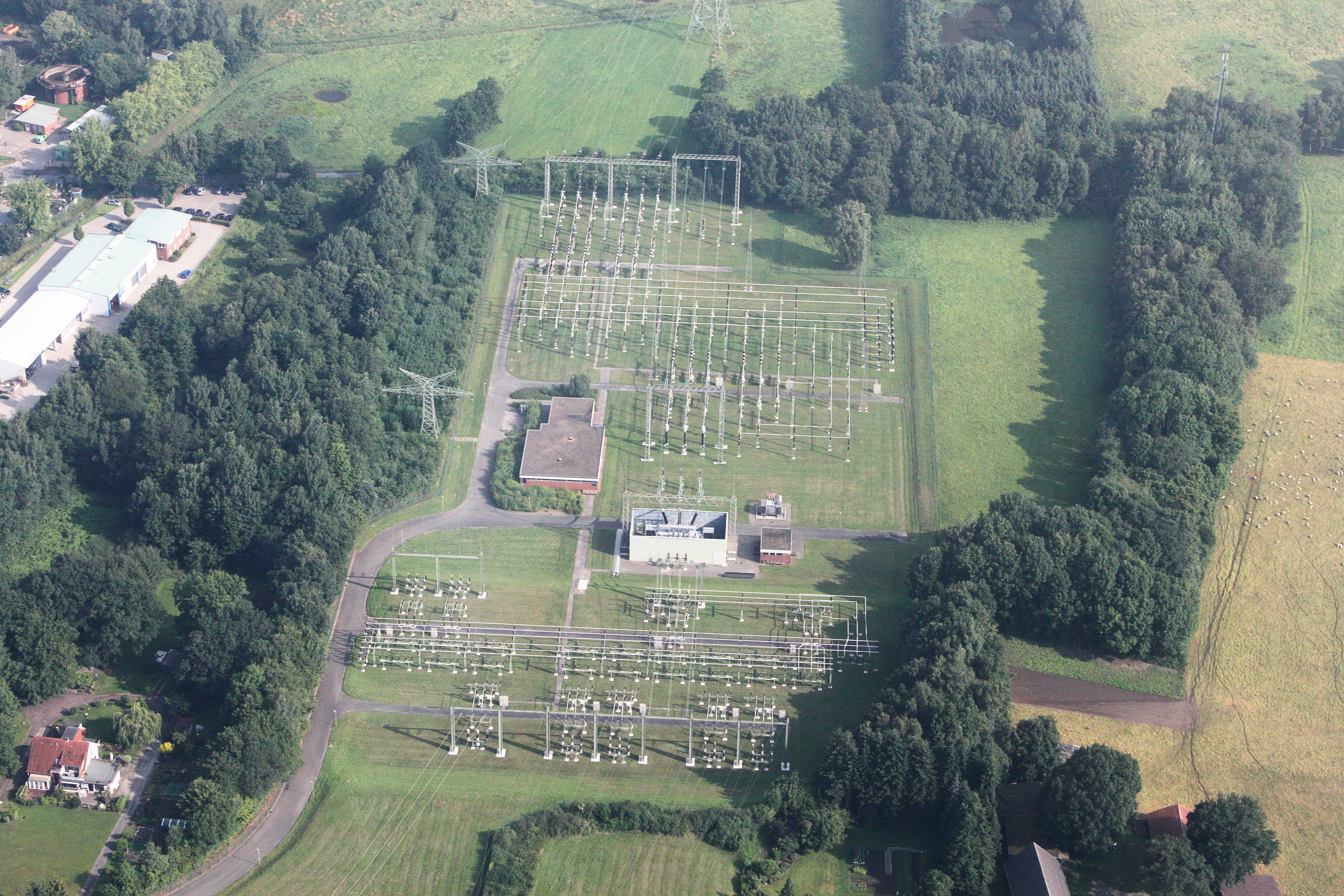
En station med två ställverk, ett för 380 kV i övre delen och ett för 110 kV i den nedre delen. Mellan dem, omgiven av ljus betong, står det en transformator, som minskar spänningen.

Det finns oftast ett eller flera ställverk, som fördelar strömmarna med hjälp av brytare, frånskiljare och skyddsutrustning. Varje ställverk arbetar på en viss spänning. Mellan två ställverk finns det transformatorer, som ändrar spänningen. Kondensatorer och reaktorer är vanliga komponenter för justera så att spänning och ström är i fas. 
För högre spänningar är ställverken oftast placerade utomhus. De är ofta fjärrmanövrerade från en driftcentral där man kan få kraften att gå alternativa vägar.

## Typer

### Baserat på funktion

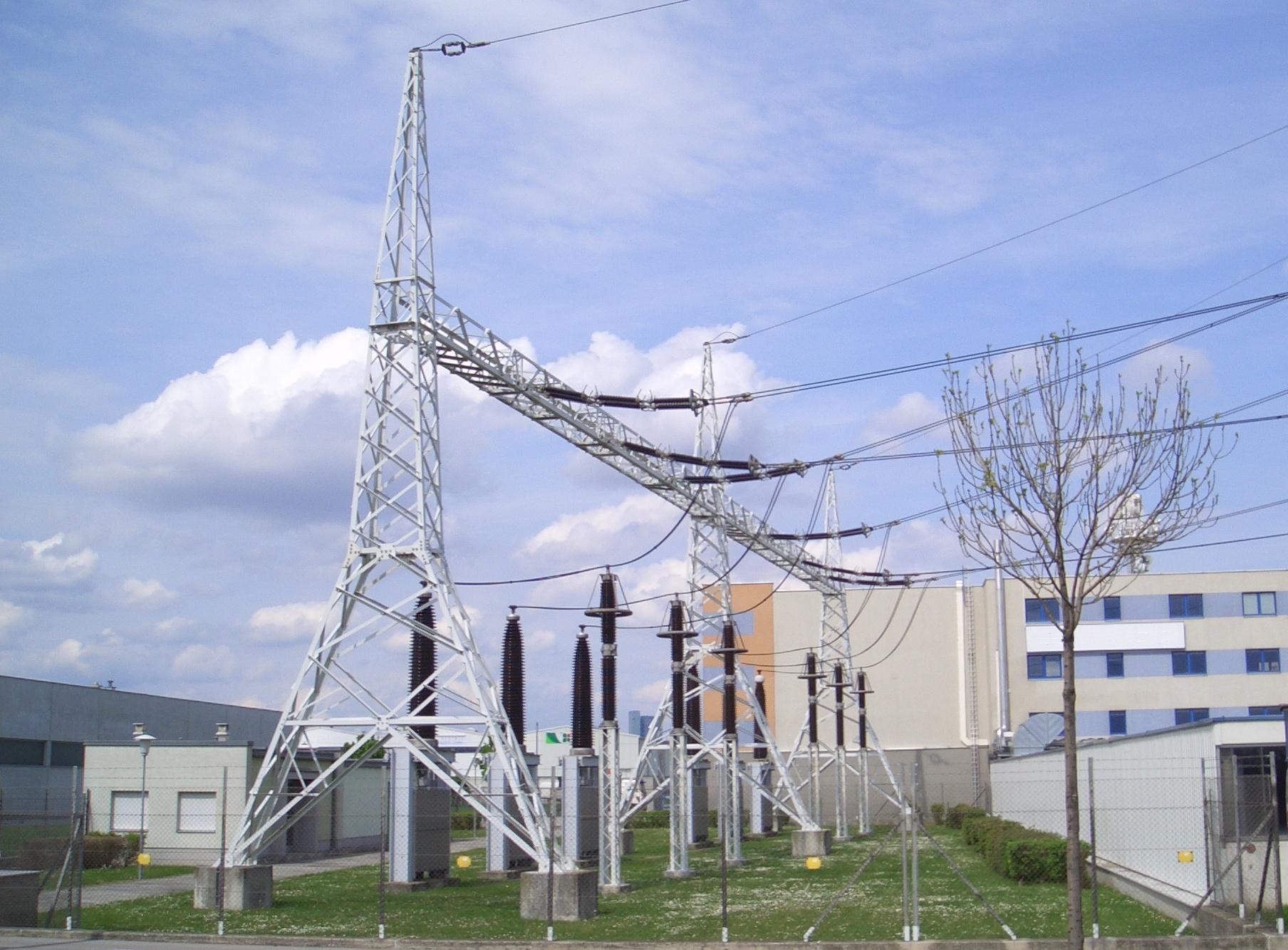
En terminalstation i Wien, där en 380 kV-luftledning övergår i kabel.

- Kraftstation, som producerar elektrisk effekt
- Transformatorstation, som omvandlar växelström till en annan spänning[1]
- Kopplingsstation, som föregående men utan transformatorer, det vill säga, för bara en spänning[1]
- Omriktarstation, som omvandlar mellan växelström och likström[2]
- Likriktarstation, som omvandlar växelspänning till likspänning för att mata tunnelbanor och spårvägar[3]
- Terminalstation, där en luftledning övergår i markkabel och det kan finnas behov av reaktorer där för reaktiv effektkompensering

### Baserat på placering

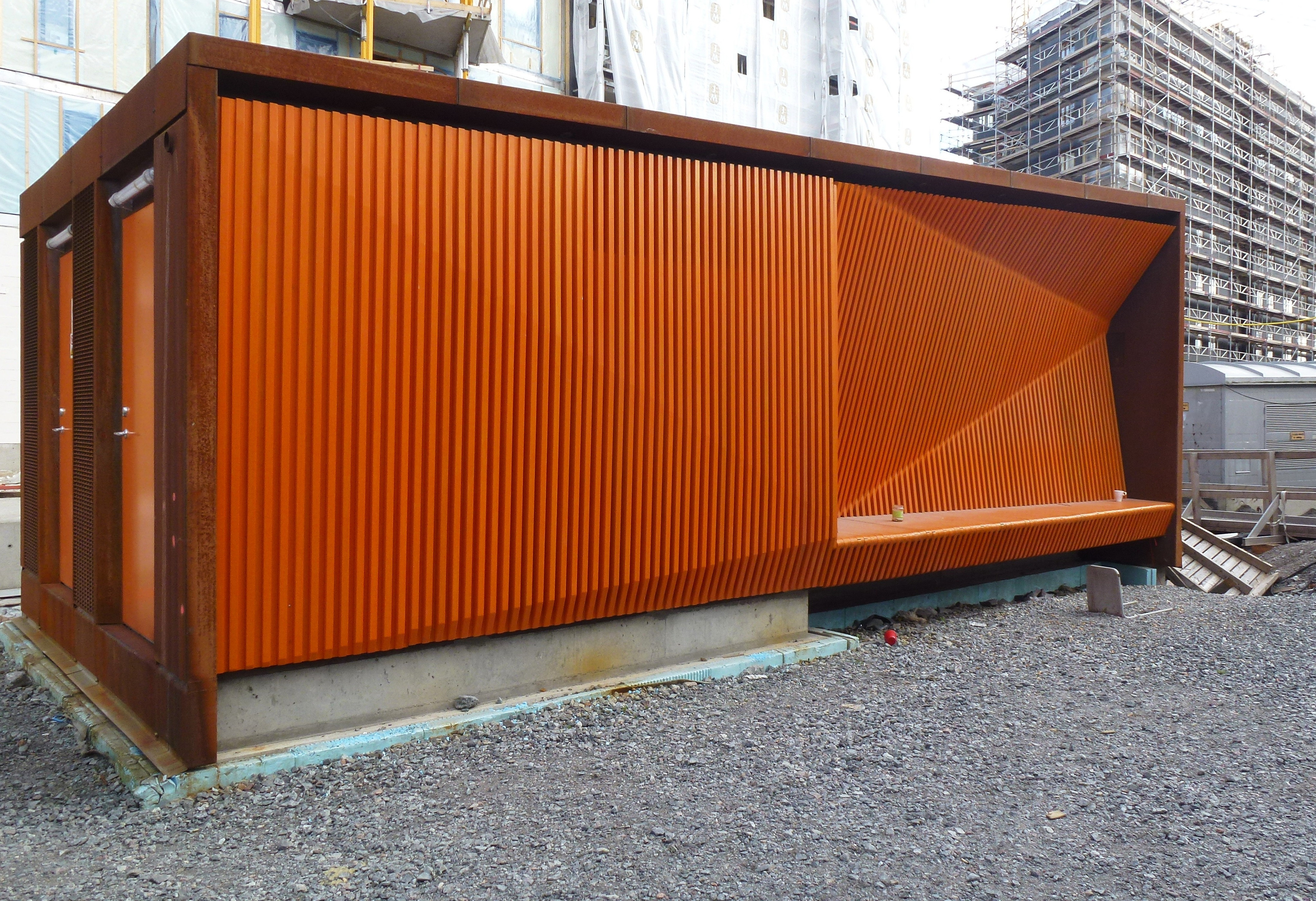
Ellevios teknikhus är en nätstation i Norra Djurgårdsstaden i Stockholm.

- Stamstation, del av stamnätet (220 kV och 400 kV)[4]
- Regionstation, del av regionnäten (40 kV - 70 kV och 130 kV)[4]
- Fördelningsstation (ibland primär distributionsstation), som levererar 10, 20 och 30 kV (i vissa fall 3 och 6) till fördelningsnäten[4]
- Nätstation (ibland sekundär distributionsstation), som gör den sista transformeringen till 230/400 V för hushållen, oftast placerade i skåp inom- eller utomhus, ibland direkt på en kraftledningsstolpe kallad stolpstation[4]
- Mottagningsstation, som tar emot effekt från ett överliggande nät, med andra ord, den första stationen ägd av ett distributionsföretag, ofta kopplad till regionnätets 130 kV[5][6][7]
- Intagsstation, som tar emot effekten i en större förbrukare som en industri[8]